# Savoy Opera

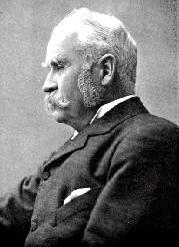
W. S. Gilbert

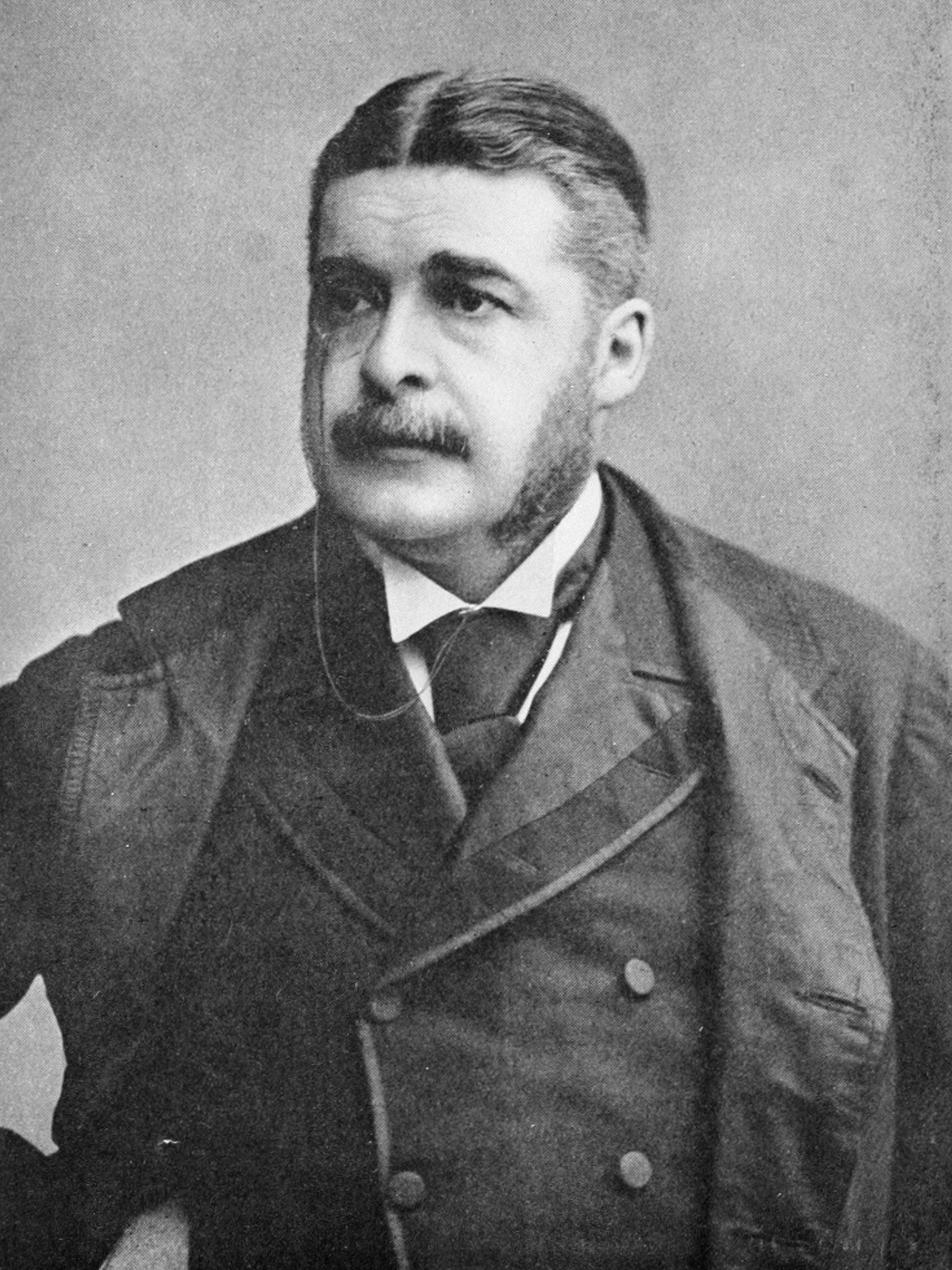
Arthur Sullivan

La Savoy Opera è un sottogenere dell'operetta che si sviluppò nell'Inghilterra vittoriana nel tardo XIX secolo, avendo W. S. Gilbert e Arthur Sullivan come massimi esponenti. Il nome fu dovuto al fatto che questo genere di opere fu per la maggior parte messo in scena al Savoy Theatre di Londra, che l'impresario Richard D'Oyly Carte fece costruire allo scopo di rappresentare le opere di Gilbert & Sullivan e, in seguito, anche quelle di altri compositori che scrissero questo genere di opere. In realtà, tutte le opere che non furono scritte dal duo Gilbert & Sullivan, non riuscirono mai ad entrare nel repertorio. Per questo, il termine "Savoy Opera" indica le sole opere riconducibili al duo Gilbert & Sullivan.

## Opere
Patience, operetta del 1881, fu la prima opera ad essere rappresentata al Savoy Theatre, anche se il termine "Savoy Opera" include il gruppo completo di tredici opere che Gilbert & Sullivan scrissero per Richard D'Oyly Carte:
- Trial by Jury (1875)
- The Sorcerer (1877)
- H.M.S. Pinafore, o The Lass that Loved a Sailor (1878)
- The Pirates of Penzance, o The Slave of Duty (1880)
- Patience, o Bunthorne's Bride (1881)
- Iolanthe, o The Peer and the Peri (1882)
- Princess Ida, o Castle Adamant (1884)
- The Mikado, o The Town of Titipu (1885)
- Ruddigore, o The Witch's Curse (1887)
- The Yeomen of the Guard, o The Merryman and his Maid (1888)
- The Gondoliers, o The King of Barataria (1889)
- Utopia, Limited, o The Flowers of Progress (1893)
- The Grand Duke, o The Statutory Duel (1896)

## Altre definizioni
Durante gli anni nei quali le opere di Gilbert & Sullivan vennero scritte, Richard D'Oyly Carte, anche produttore di opere di altri compositori e librettisti quando il teatro non era utilizzato per la messa in scena dei lavori di Gilbert & Sullivan. Per i contemporanei il termine Savoy Opera si riferiva a qualunque opera venisse rappresentata in quel teatro senza alcun riferimento a chi l'avesse composta.
Le opere di Gilbert & Sullivan furono le uniche rappresentate dalla data di apertura del teatro 10 ottobre 1881 fino all'opera The Gondoliers finita di rappresentare il 20 giugno del 1891.
Nel decennio successivo, vi furono soltanto due nuove opere di Gilbert & Sullivan, (Utopia Limited e The Grand Duke), entrambe rappresentate per un breve periodo. Per colmare le date libere Carte mise in scena le opere precedenti del duo, opere di Sullivan con altri librettisti e lavori di altri compositori e librettisti.
Richard D'Oyly Carte morì il 3 aprile 1901. Se il nome di Carte e del Teatro Savoy è usato per definire le  "Savoy Opera," le ultime Savoy Opera furono The Rose of Persia (musica di Sullivan, libretto di Basil Hood), che venne rappresentata dal 28 novembre 1899 al 28 giugno 1900.
Dopo la morte di Carte, sua moglie Helen D'Oyly Carte assunse la direzione del teatro. Ella continuò la produzione di nuovi pezzi nello stile Savoy Opera, alternandoli con la vecchia produzione di Gilbert & Sullivan. Contando i lavori che la Signora D'Oyly Carte produsse, l'ultima Savoy Opera fu A Princess of Kensington (musica di Edward German, libretto di Basil Hood), che venne rappresentata per quattro mesi all'inizio del 1903. Questa è la data che Cyril Rollins e R. John Witts adottano come la fine delle Savoy Opera.
Doppo A Princess of Kensington, la signora D'Oyly Carte abbandonò il controllo del teatro fino all'8 dicembre 1906 quando produsse una serie di opere di Gilbert & Sullivan in repertorio, sotto la regia dello stesso Gilbert. Nel marzo 1909 Charles H. Workman assunse il controllo del teatro producendo diversi nuovi lavori, incluso uno di Gilbert, Fallen Fairies (musiche di Edward German). L'ultimo di questi lavori venne messo in scena nei primi mesi del 1910 e fu Two Merry Monarchs di Arthur Anderson, George Levy, Hartley Carrick e Orlando Morgan. S. J. Adair Fitz-Gerald considera quest'opera come l'ultima delle Savoy Opera.
Fitz-Gerald scrisse il suo libro, The Story of the Savoy Opera, nel 1924, quando questi lavori erano ancora freschi nella memoria. Ma da allora in poi tutto quello che fu prodotto al Teatro Savoy di altri compositori e librettisti fu subito dimenticato. Il termine "Savoy Opera" finì per diventare sinonimo di opere di Gilbert & Sullivan.
In ultimo è noto che i due scrissero un'altra opera assieme; la loro prima collaborazione Thespis (operetta) nel 1871.
Quest'opera non fu una Savoy Opera sotto ogni definizione usata fino a questo punto, poiché Richard D'Oyly Carte non la produsse ed essa non venne rappresentata al Teatro Savoy in quanto lo stesso non esisteva ancora.
Nonostante Rollins & Witts includano questa nel loro compendio della Savoy Opera, così come fa Geoffrey Smith.
Data la mancanza di collegamento con D'Oyly Carte o con il Teatro Savoy, Thespis, probabilmente, ha le minori possibilità di essere annoverata fra le "Savoy Opera".